# Liegi-Bastogne-Liegi 1893
La Liegi-Bastogne-Liegi 1893, seconda edizione della corsa, fu disputata il 28 maggio 1894 per un percorso di 250 km. Fu vinta dal belga Léon Houa, giunto al traguardo in 10h42'00" alla media di 23,360 km/h, precedendo i connazionali Michael Borisowski e Charles Collette. 
Dei 26 ciclisti alla partenza coloro che portarono a termine la gara al traguardo di Liegi furono 17.

## Ordine d'arrivo (Top 10)
| Pos. | Corridore          | Squadra | Tempo      |
| ---- | ------------------ | ------- | ---------- |
| 1    | Léon Houa          | -       | 10h42'00"  |
| 2    | Michael Borisowski | -       | a 30'00"   |
| 3    | Charles Collette   | -       | a 32'00"   |
| 4    | Richard Fischer    | -       | a 52'00"   |
| 5    | Louis Rasquinet    | -       | a 1h00'00" |
| 6    | René Nulens        | -       | a 1h24'00" |
| 7    | Henri Thanghe      | -       | a 1h30'00" |
| 8    | Degraa             | -       | a 1h36'00" |
| 9    | Lucien Loppart     | -       | a 2h08'00" |
| 10   | Van Haerne         | -       | a 2h15'00" |